# Alla ricerca dell'assassino
Alla ricerca dell'assassino (Everybody Wins) è un film del 1990, di produzione statunitense e di genere thriller con protagonisti Debra Winger e Nick Nolte. La sceneggiatura è stata scritta da Arthur Miller e basata sull'atto unico, sempre di Miller, intitolato Some Kind of love story del 1984. Liberamente ispirato ad un caso di omicidio del 1970 a Canaan, che è stato il soggetto per un film TV, A death in Canaan (1978) diretto da Tony Richardson.

## Trama
Uno stimato dottore del New England è stato ucciso e suo nipote è stato condannato per il crimine. Una giovane, seducente e probabilmente instabile donna, Angela Crispini, convince un investigatore privato, Tom O'Toole, ad indagare credendo nell'innocenza del giovane e affermando che "tutti" conoscono il vero omicida.
O'Toole vive con sua sorella, Connie, convinta che Angela lo stia usando, ma O'Toole è comunque deciso a proseguire con le indagini  motivato anche dal disprezzo verso Charley Haggerty, il procuratore che segue l'inchiesta.
O'Toole scopre che Angela Crispini probabilmente è una prostituta e che ha avuto precedentemente una relazione con Haggerty prima di lui. O'Toole chiede aiuto ad un suo amico, il giudice Murdoch, solo per  vedere Angela Crispini sedurre e manipolare anche lui.

## Produzione
È stato l'ultimo film diretto da Karel Reisz prima della sua morte nel 2002.

## Accoglienza

### Critica
Il film ha ricevuto molte reazioni negative dalla critica ed è valutato al 13 % su Rotten Tomatoes.
Una rilevante eccezione è rappresentata da Pauline Kael,che ha lodato il film nella sua ultima collezione, Film d'amore. Kael scrisse: "Debra Winger è una delle due o tre migliori attrici che abbiamo. Per un breve periodo tra la fine degli anni '60 e i primi '70, gli spettatori sembravano disposti ad essere guidati attraverso i film dalla loro intuizione e immaginazione; se questa divertente e furba pellicola, sulla diffusione della corruzione, fosse stato realizzato allora, sarebbe stato considerato un piccolo classico. È satirico in modo strano e allucinato. Ci sono fresche e spesso sorprendenti scene. Il film è costruito come una classica detective story, con una donna misteriosa che manipola e attrae un uomo dentro qualcosa di intricato e ramificato in molte direzioni, una strada che attraversa la sua mente".